# 클리멘트 보야지예프
클리멘트 보야지예프(불가리아어: Климент Бояджиев, 1861년 4월 15일 ~ 1933년 7월 15일)는 발칸 전쟁과 제1차 세계 대전 당시 불가리아 왕국의 군인이다.
오흐리드에서 태어난 보야지예프는 초등학교를 오흐리드에서 졸업했다. 1878년 불가리아가 오스만 제국으로부터 독립한 이후에 보야지예프는 소피아로 이사를 갔고 1883년 소피아 군사학교를 졸업했다. 1895년 그는 이탈리아 왕국 토리노의 군관학교를 졸업하였다. 1885년 세르비아-불가리아 전쟁에서 그는 서부 군단 본부에서 일했다.
제1차 발칸 전쟁에서는 프레슬라브 제4보병사단을 맡아 루레 부르가스 전투에서 두각을 나타냈다. 1913년 8월부터 1913년 9월 1일까지 클리멘트 보야지예프는 국방부 장관이었다. 제1차 세계 대전 때는 모라바 전투와 코소보 전투에서 세르비아군을 상대로 승리를 거뒀다. 보야지예프는 전쟁 이후에 독일로 이주했으며 1933년에 소피아에서 사망했다.